# Xã Round Springs, Quận Mitchell, Kansas
Xã Round Springs (tiếng Anh: Round Springs Township) là một xã thuộc quận Mitchell, tiểu bang Kansas, Hoa Kỳ. Năm 2010, dân số của xã này là 24 người.